# Karol Lipiński

Karol Józef Lipiński 1822, Gemälde von Walenty Wańkowicz.

Karol Józef Lipiński – deutsch Karl Lipinski – (* 30. Oktober 1790 in Radzyń Podlaski, Polen-Litauen; † 16. Dezember 1861 in Urłów bei Lemberg, Kaisertum Österreich) war ein polnischer Violinist, Komponist und Operndirigent.

## Leben
Karol Lipiński erhielt ab dem fünften Lebensjahr ersten Musikunterricht bei seinem Vater, dem Geiger und Dirigenten Felix Lipiński (1765–1847). Der österreichische Offizier Ferdinand Kremes, der ein ausgezeichneter Cellist war, erteilte dem wenige Jahre jüngeren Lipiński Cellounterricht. Danach gab Lipiński Konzerte, in den denen er solistisch sowohl Geige als auch Cello spielte. Er brachte unter anderem die Cellokonzerte von Jacques-Michel Hurel de Lamare (1772–1823) und von Bernhard Romberg zu Gehör.
Lipiński spielte in den von seinem Vater geleiteten Philharmonischen Konzerten, Musikakademie genannt, und war von Konzertmeister im Lemberger Opernorchester, wo er später die Stelle des Kapellmeisters erhielt. In dieser Zeit entstanden seine vier Opern. Er dirigierte wie Johann Strauss, mit der Geige in der Hand. Zur Jahreswende 1813/1814 heiratete er Regina Garbaczynska, mit der er sieben Kinder hatte.
1814 unternahm er eine Reise nach Wien, wo ihn Louis Spohr ermunterte, eine Laufbahn als Geiger einzuschlagen. 1818 gab er mehrere Konzerte in Italien, unter anderem zwei mit Niccolò Paganini. In Piacenza führten sie das Konzert für zwei Violinen und Orchester von Rodolphe Kreutzer und eigene Werke auf. In den Jahren 1835 und 1836 unternahm Lipiński eine Europareise. Seine erste Station war Leipzig, wo er den Sommer über blieb, im Gewandhaus konzertierte und unter anderem mit Robert Schumann zusammentraf. Weitere Stationen dieser Reise waren Paris, London und Manchester. 1837 spielte er in Wien vor Kaiser Ferdinand I., die örtliche Musikkritik verglich sein Spiel mit dem von Paganini und dem von Ole Bull.
Nach dem Tod Alessandro Rollas 1837 verhandelte er mit dem Dresdener Hof um die Stelle des ersten Konzertmeisters, trotz dieser Verhandlungen unternahm er eine weitere ausgedehnte Konzertreise, die ihn nach Prag, Warschau, Moskau, Sankt Petersburg und Riga führte. Am 5. Juli 1839 erhielt er von König Friedrich August II. die Konzertmeisterstelle und die des Kirchenmusikdirektors, für eine dreijährige Probezeit.
In seinen Dresdener Jahren konzertierte er mit vielen bedeutenden Musikern seiner Zeit, unter anderem mit Franz Liszt, mit Clara Schumann oder im Trio mit Robert Schumann und dem Cellisten Friedrich Dotzauer. Schumann widmete Lipiński 1837 seinen Klavierzyklus Carnaval op. 9.

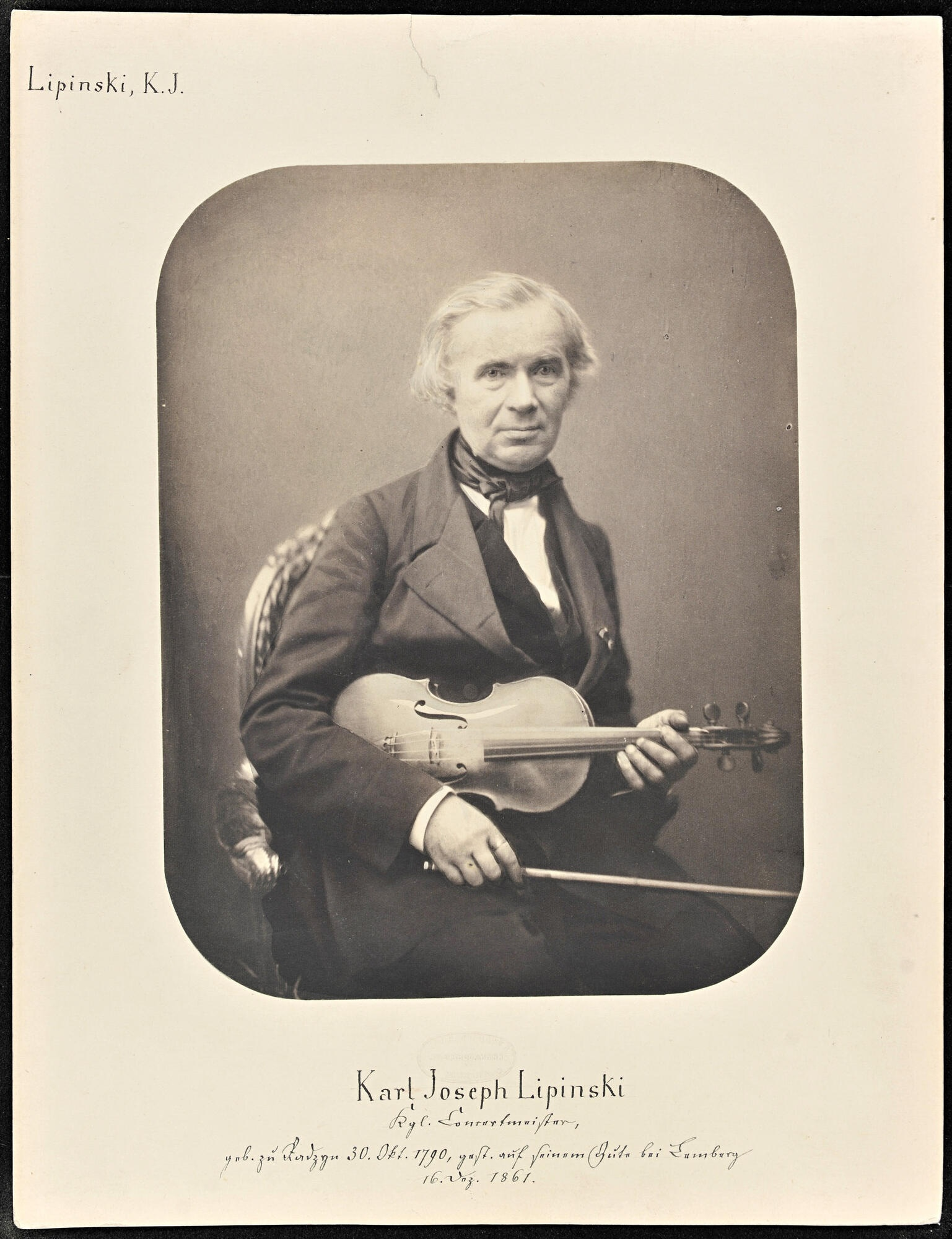
Karol Józef Lipiński, ca. 1855.

Als Paganini 1840 verstarb, vermachte dieser acht bedeutenden Geigern je eine seiner acht Geigen, Lipiński erhielt ein Andrea Amati zugeschriebenes Instrument. Nach Ablauf der Probezeit erhielt Lipiński eine lebenslange Anstellung und eine bedeutende Gehaltserhöhung. Ab 1858 konnte er wegen einer Lähmung der linken Hand nicht mehr seinen Verpflichtungen nachkommen und zog sich Anfang 1861 mit einer Pension von 1000 Talern auf sein Landgut Urlów bei Lemberg zurück, wo er am 16. Dezember nach einem Asthmaanfall verstarb.
Lipiński zählte zu den ausgezeichneten Geigern der ersten Hälfte des 19. Jahrhunderts, er führte selber keine spieltechnischen Neuerungen ein, übernahm aber die Spieltechniken von Vorgängern wie Paganini oder Giovanni Battista Viotti.
Eine Guarneri del Gesù zugeschriebene Geige trägt seinen Namen, gegenwärtig gespielt von Daniel Hope.
Einer Anekdote zufolge hat Paganini ihn als den „gegenwärtig zweitbesten Geiger“ bezeichnet.

## Werke (Auswahl)
- Op. 2: 3 Sinfonien Es-Dur, C-Dur, B-Dur (Lemberg, vor 1810)
- Op. 2: Siciliano vrié für Streichquartett (Leipzig)
- Op. 10: 3 Capricen für Violine solo Niccoló Paganini gewidmet
- Op. 11: Variationen über ein Thema aus der Oper „Aschenputtel“ von Rossini für Violine und Orchester
- Op. 12: Trio A-dur für 2 Violinen und Violoncello
- Op. 13: Rondo alla Polacca für Violine, Klavier und Orchester E-dur
- Op. 14: 1. Konzert für Violine und Orchester fis-Moll
- Op. 21: 2. Konzert für Violine und Orchester D-dur
- Op. 24: 3. Konzert für Violine und Orchester e-Moll
- Op. 32: 4. Konzert für Violine und Orchester A-Dur
- Zahlreiche Literatur für Solovioline, Violine und Klavier, Streichtrios
- Beliebt waren seine Fantasien von Opernarien für Violine und Klavier oder Violine und Orchester, mehrerer Opern von Rossini, Bellini, Verdi, Meyerbeer und anderer.
- Musik zur komischen Oper „Landadel oder Streit um den Wind“
- Musik zum Drama „Die Belagerung von Smolensk“

## Diskografie (Auswahl)
- 1. Konzert für Violine und Orchester op. 14 & Rondo alla polacca op. 13 & Variations de Bravoure op. 22 (cpo 999 912-2)
- 2. Konzert für Violine und Orchester op. 21 & 3. Konzert für Violine und Orchester op. 24 & 4. Konzert für Violine und Orchester op. 32 (cpo 999 787-2)